# Sân bay quốc tế Batumi

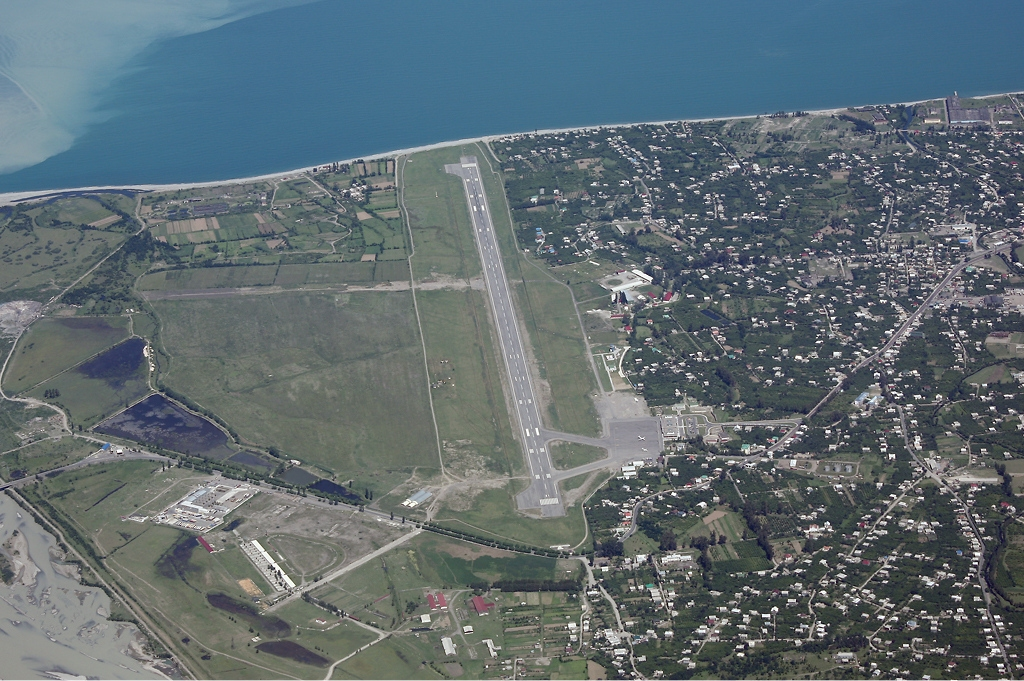
Sân bay quốc tế Batumi

Sân bay quốc tế Batumi là một sân bay nằm cách thành phố Batumi, Gruzia 2 km về phía nam và cách thành phố Artvin của Thổ Nhĩ Kỳ 20 km về phía bắc (IATA: BUS, ICAO: UGSB). Đây là một trong 3 sân bay quốc tế hiện đang hoạt động tại Gruzia và cũng là một sân bay nội địa và quốc tế cho vùng đông bắc Thổ Nhĩ Kỳ.
Nhà ga mới đã hoạt động từ ngày 26 tháng 5 năm 2007. Nhà ga rộng 3.915 mét vuông, có năng lực phục vụ 600.000 lượt khách mỗi năm.

## Các hãng hàng không và các tuyến điểm
- Euroline (Kiev-Zhuliany, Odessa)
- Georgian Airways (Donetsk, Kiev-Boryspil, Mykolaiv, Tbilisi)
- S7 Airlines (Moscow-Domodedovo)
- TAM Air (Adler-Sochi)
- Turkish Airlines (Istanbul-Ataturk)